# Gabriël Metsustraat 8
Gabriël Metsustraat 8 te Amsterdam is een gebouw aan de Gabriël Metsustraat in het Museumkwartier in Amsterdam Oud-Zuid.
De straat werd vanaf 1899 langzaam volgebouwd, maar was eerst nog bekend als de verbinding tussen de "Van Baerlestraat en de Ruysdaelkade". Rond 1907 werd er aan die straat gebouwd aan de Nieuwe Huishoudschool ontworpen door Willem Leliman. De school en internaat was een afsplitsing van de Amsterdamse Huishoudschool aan het Zandpad, dat in de ogen van enkele onderwijzeressen, met name Martine Wittop Koning, ouderwets begon te raken. De afsplitsing vestigde zich eerst in Jan Luijkenstraat 92, maar kon zichzelf een nieuw gebouw veroorloven. Leliman kwam met een gebouw ontworpen in een stijl die een kruising tussen rationalistische stijl en Arts & crafts. Leliman liet een zichtbare scheiding zien tussen de onderwijsfunctie (benedenetages) en woongedeelten (bovenetages). De tekst "De Nieuwe Huishoudschool" is ook in de 21e eeuw nog hoog in de gevel leesbaar. 
De ouders hadden er vertrouwen in want ongeveer 200 meisjes volgden de vernieuwingsgezinde onderwijzeressen naar de nieuwe school. Een van de vernieuwingen die werden doorgevoerd betrof het onderwijs op voedingsgebied. Nadat eerst een huisarts uit de buurt de meisjes er onderwijs in gaf, was het rond 1935 de beurt aan Martine Wittop Koning. Ook daarvoor was de populariteit hoog, blijkend uit het toevoegen van Gabriël Metsustraat 10 aan het gebouw in 1930/1931. Er zou nog lange tijd een school in het gebouw gevestigd zijn. Zo was vanaf 1995 de Opleiding Restauratoren in het pand gevestigd. 
Op 10 augustus 2009 werd het gebouw tot gemeentelijk monument verklaard.
In 2015 stond het leeg, maar er werd onderzoek gedaan of het gebouw betrokken kon worden door de bibliotheek en het documentatiecentrum van het Van Gogh Museum. Die had, behalve voor de functie museum, allerlei ruimten in de stad in gebruik en dat werkte niet prettig. Voordat het Van Gogh Museum er gebruik van kon maken, moest er uitgebreid verbouwd en gerenoveerd en moest het gebouw voldoen aan de hoogste BREEAM-eisen. In 2016 trok zij het gebouw in.
Bijzonder is dat de architect en de plaatsvervangend hoofdonderwijzers Maria Emalia Bosch dusdanig contact hadden voor de bouw, dat zij in 1908 trouwden. Zijn schoonvader was toen al overleden, voor diens weduwe ontwierp Leliman Krugerlaan 26 in Baarn ook wel Villa Eureka genaamd en ook een gemeentelijk monument.    

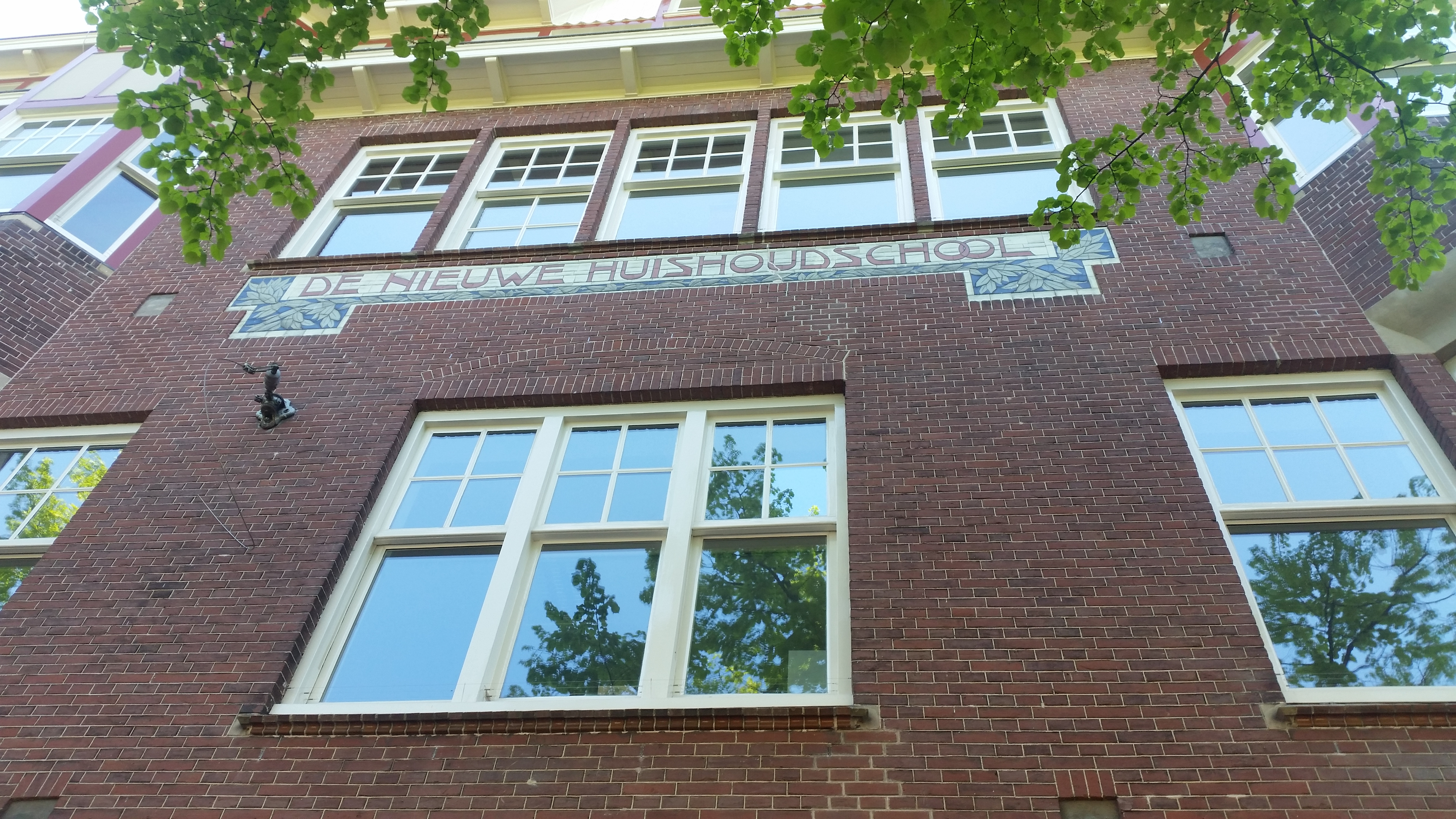
Tegeltableau De Nieuwe Huishoudschool (april 2020)